# غاريقونانيات
الغاريقونانيات (الاسم العلمي: Agaricomycetidae) هي تحت طائفة من الفطريات تتبع طائفة الغاريقونانية.

## التصنيف

### رتب
- رتبة الغاريقونيات
- رتبة البوليطيات
- رتبة الروسوليات
- رتبة الروسوليات
- رتبة الكويزيات
- رتبة المتعددات الأبواغ
  - الفصيلة المريبلوسية
  - الفصيلة البانسية
    - جنس البانس
- (الاسم العلمي:Amanitales)
- (الاسم العلمي:Aphyllophorales)
- (الاسم العلمي:Atheliales)
- (الاسم العلمي:Coriolales)
- (الاسم العلمي:Cortinariales)
- (الاسم العلمي:Cylindrobasidiales)
- (الاسم العلمي:Entolomatales)
- (الاسم العلمي:Fistulinales)
- (الاسم العلمي:Fomitopsidales)
- (الاسم العلمي:Grifolales)
- (الاسم العلمي:Hydnodontales)
- (الاسم العلمي:Hyphodermatales)
- (الاسم العلمي:Meruliales)
- (الاسم العلمي:Perenniporiales)
- (الاسم العلمي:Phaeolales)
- (الاسم العلمي:Phanerochaetales)
- (الاسم العلمي:Phlebiales)
- (الاسم العلمي:Podoscyphales)
- (الاسم العلمي:Protohymeniales)
- (الاسم العلمي:Schizophyllales)
- (الاسم العلمي:Sistotrematales)
- (الاسم العلمي:Trametales)
- (الاسم العلمي:Tubulicrinales)
- (الاسم العلمي:Vuilleminiales)
- (الاسم العلمي:Xenasmatales)

## أجناس
- (الاسم العلمي:Asporothrichum)
- (الاسم العلمي:Coniobotrys)
- (الاسم العلمي:Jaapia)
- (الاسم العلمي:Lyoathelia)
- (الاسم العلمي:Taiwanoporia)